# 啓運寺 (鎌倉市)
啓運寺（けいうんじ）は、神奈川県鎌倉市にある日蓮宗の寺院。山号を松光山。開山は啓運日澄。旧本山は大本山本圀寺(六条門流)。小西法縁。

## 歴史
- 日澄死後は無住となり長勝寺が住職を兼務した。妙法寺と寺号を交換したという。明治維新後、学制発布で設立された小学校の校舎として利用されたほか、洋画家の黒田清輝が本堂を一時アトリエとしたという。

## 境内
本堂に江戸時代の日蓮読経像が祀られている。舟守稲荷も鎌倉の漁師から信仰を集めた。

## 参考資料
- 新編鎌倉志